# Dąbie (powiat gostyński)
Dąbie – osada w Polsce położona w województwie wielkopolskim, w powiecie gostyńskim, w gminie Pępowo.
W okresie Wielkiego Księstwa Poznańskiego (1815-1848) miejscowość wzmiankowana jako folwark Dąbie należała do wsi mniejszych w ówczesnym pruskim powiecie Kröben (krobskim) w rejencji poznańskiej. Dąbie należały do okręgu krobskiego tego powiatu i stanowiły część majątku Chocieszewice, którego właścicielem był wówczas (1846) Teodor Mycielski. Według spisu urzędowego z 1837 roku wieś liczyła 32 mieszkańców, którzy zamieszkiwali jeden dym (domostwo).